# Hannari girori no Yoriko-san
Hannari girori no Yoriko-san (はんなりギロリの頼子さん?) è un manga scritto e disegnato da Yukiko Asano, pubblicato dalla Tokuma Shoten tra il 2015 e il 2019; dall'opera è stata tratta una miniserie televisiva in quattro episodi, trasmessa dalla Kansai Television tra il 25 aprile e il 16 maggio 2018.

## Trama
Yoriko è una giovane ragazza che gestisce una piccola tabaccheria, situata in uno degli angoli più pittoreschi di Kyoto. A causa del suo sguardo perennemente cupo e dei suoi modi bruschi, Yoriko spesso incute timore nei passanti; in realtà la ragazza ha un grande cuore, e cerca di aiutare tutte le persone che per un motivo o per un altro finiscono per interagire con lei, sfruttando anche la sua grande conoscenza della città. Con il passare del tempo, Yoriko inizia così ad aprirsi al mondo e a sconfiggere la propria timidezza.

## Manga

### Volumi
| Nº | Data di prima pubblicazione | Data di prima pubblicazione | Data di prima pubblicazione |
| Nº | Giapponese                  | Giapponese                  |                             |
| -- | --------------------------- | --------------------------- | --------------------------- |
| 1  | 10 febbraio 2016            | ISBN 978-4-19-980328-4      |                             |
| 2  | 10 settembre 2016           | ISBN 978-4-19-980361-1      |                             |
| 3  | 10 aprile 2017              | ISBN 978-4-19-980402-1      |                             |
| 4  | 10 novembre 2017            | ISBN 978-4-19-980450-2      |                             |
| 5  | 10 maggio 2018              | ISBN 978-4-19-980487-8      |                             |
| 6  | 10 febbraio 2019            | ISBN 978-4-19-980546-2      |                             |
| 7  | 10 febbraio 2020            | ISBN 978-4-19-980621-6      |                             |